# Regina av Sachsen-Meiningen
Regina av Sachsen-Meiningen (Regina Helene Elisabeth Margarete), född 6 januari 1925 i Würzburg i Bayern, död 3 februari 2010 i Pöcking i Bayern, var en tysk kunglighet.

## Biografi
Regina var dotter till prins Georg av Sachsen-Meiningen (1892–1946) och hans maka Klara-Maria, född grevinna von Korff gift Smissching-Kers (1895–1992). 
Regina gifte sig i Nancy 1951 med den österrikisk-ungerske tronpretendenten Otto von Habsburg (1912–2011) (äldste son till Karl I, den siste kejsaren av Österrike-Ungern). Med Otto von Habsburg hade hon sju barn, däribland den i Sverige bosatta dottern Walburga, gift med greve Archibald Douglas. 
Barn:
1. Andrea Maria von Habsburg född 1953
2. Monika von Habsburg född 1954
3. Michaela von Habsburg född 1954
4. Gabriela von Habsburg född 1956
5. Walburga Douglas född 1958
6. Karl von Habsburg född 1961
7. Paul Georg von Habsburg född 1964